# Lethe satarnus
Lethe satarnus är en fjärilsart som beskrevs av Hans Fruhstorfer 1911. Lethe satarnus ingår i släktet Lethe och familjen praktfjärilar. Inga underarter finns listade i Catalogue of Life.